# 清虚道徳真君
清虚道徳真君（せいきょどうとくしんくん）は中国の小説『封神演義』に出てくる崑崙十二大師のひとり。
青峰山・紫陽洞に洞府を構える仙人。黄天化が3歳の頃、その容貌を見て将来大貴の才になると見込み、己の弟子とした。また、紂王を諌めたために両眼をくりぬかれた楊任を救い、眼窩から一対の手を生やし、それぞれの掌に眼をつけた。
十絶陣の戦いで他の兄弟弟子と共に西岐を訪れ、姜子牙たちに助力した。その際に王天君を倒し、紅水陣を破っている。誅仙陣・万仙陣が開かれた際には、他の兄弟弟子たちと共に参戦した。
莫邪宝剣や混元旛などといった宝貝を持っており、黄天化に鎚術を伝授し、乗騎として麒麟を授けた。